# Dying Young
Dying Young (pt: A Escolha do Amor e br: Tudo Por Amor) é um filme de drama romântico dos Estados Unidos de 1991, realizado por Joel Schumacher. Ele é baseado em um romance de mesmo nome de Marti Leimbach, e estrelado por Julia Roberts e Campbell Scott, com Vincent D'Onofrio, Colleen Dewhurst, David Selby, e Ellen Burstyn. A música original foi composta por James Newton Howard.

## Resumo
Victor Geddes (Campbell Scott) é um jovem pertencente a uma família rica, que está fazendo um tratamento de quimioterapia para a leucemia.
Ele acaba por se apaixonar por Hillary O'Neil (Julia Roberts), que está a cuidar dele, mas este amor pode acabar em consequências trágicas para ambos.

## Elenco
- Julia Roberts (Hillary O'Neil)
- Campbell Scott (Victor Geddes)
- Vincent D'Onofrio (Gordon)
- Collen Dewhurst (Estelle Whittier)
- David Selby (Richard Geddes)
- Ellen Burstyn (Sra. O'Neil)
- Dion Anderson (Cappy)
- George Martin (Malachi)
- Adrienne-Joi Johnson (Shauna)
- Daniel Beer (Danny)
- Behrooz Afrakhan (Moamar Gadaffi)
- Larry Nash (Assistente)

## Recepção
Antes de seu lançamento original 1991, a revista Premiere tinha apelidado o filme como um dos filmes mais quentes do verão.
O filme recebeu críticas geralmente desfavoráveis, que atualmente detém uma classificação de 23% no Rotten Tomatoes com base em 39 comentários. Dying Young arrecadou $33.6 milhões de dólares no mercado interno e $48.6 milhões de dólares no exterior para um total de $82.2 milhões de dólares americanos em todo o mundo.

## Prémios e nomeações
- Recebeu três nomeações ao MTV Movie Awards, nas seguintes categorias:
  - Melhor Actriz (Julia Roberts),
  - Actriz Mais Sexy (Julia Roberts)
  - Melhor Revelação (Campbell Scott)

## Trilha sonora
- Fonte: Allmusic.com[4]

| N.º            | Título                              | Compositor(es)                                      | Intérprete(s)                         | Duração |  |
| 1.             | "Theme from Dying Young"            | James Newton Howard                                 | James Newton Howard & Kenny G         | 4:00    |  |
| 2.             | "Driving North/Moving In"           | James Newton Howard                                 | James Newton Howard & Kenny G         | 4:15    |  |
| 3.             | "The Clock"                         | James Newton Howard                                 | James Newton Howard                   | 1:23    |  |
| 4.             | "Love Montage"                      | James Newton Howard                                 | James Newton Howard                   | 2:56    |  |
| 5.             | "The Maze"                          | James Newton Howard                                 | James Newton Howard                   | 2:38    |  |
| 6.             | "All the Way"                       | James Newton Howard / Sammy Cahn / James Van Heusen | James Newton Howard & Jeffrey Osborne | 3:30    |  |
| 7.             | "Hillary's Theme"                   | James Newton Howard                                 | James Newton Howard & Kenny G         | 3:08    |  |
| 8.             | "Victor Teaches Art"                | James Newton Howard                                 | James Newton Howard                   | 1:22    |  |
| 9.             | "The Bluff"                         | James Newton Howard                                 | James Newton Howard                   | 0:59    |  |
| 10.            | "San Francisco"                     | James Newton Howard                                 | James Newton Howard                   | 2:03    |  |
| 11.            | "Victor"                            | James Newton Howard                                 | James Newton Howard                   | 1:39    |  |
| 12.            | "All the Way"                       | James Newton Howard / Sammy Cahn / James Van Heusen | James Newton Howard & King Curtis     | 5:29    |  |
| 13.            | "I'll Never Leave You (Love Theme)" | James Newton Howard                                 | James Newton Howard & Kenny G         | 2:55    |  |
| Duração total: | Duração total:                      | Duração total:                                      | Duração total:                        | 36:17   |  |

### Desempenho
| Ano  | Paradas Musicais  | Posição | Ref.  |
| ---- | ----------------- | ------- | ----- |
| 1991 | The Billboard 200 | 50      | [ 5 ] |